# Coccymys kirrhos
Coccymys kirrhos és una espècie de mamífer rosegador de la família dels múrids. És endèmic de Nova Guinea.

## Descripció
És un rosegador de petites dimensions, amb una llargada del cap i el cos de 80-105 mm, la cua de 142-159 mm, els peus de 23-26 mm, les orelles de 17-20 mm i un pes de fins a 28 g.
El pelatge és suau i dens. Les parts superiors són marró-taronja lluent, que tendeix a l'ocraci al llarg dels flancs. Hi ha anells negres-marronosos al voltant dels ulls i a la part del musell d'on sorgeixen les vibrisses. La cara és grisa, mentre que les galtes són rogenques. Les parts ventrals són grises-blanquinoses. La part dorsal de les potes presenta pocs pèls, que són marronosos o incolors. La cua és més llarga que el cap i el cos i és uniformement marró-grisenca.

## Biologia

### Comportament
És una espècie nocturna i arborícola, tot i que passa gran part del temps a terra per cercar aliment.

## Distribució i hàbitat
Aquesta espècie és difosa a la part centre-occidental de la serralada central de Nova Guinea.
Viu als boscos molsosos de mig montà i les praderies a entre 2.230 i 2.500 metres d'altitud.

## Estat de conservació
Com que fou descoberta fa poc, l'estat de conservació d'aquesta espècie encara no ha estat avaluat formalment.